# Proceraea bifidentata
Proceraea bifidentata är en ringmaskart som beskrevs av Ben-Eliahu 1977. Proceraea bifidentata ingår i släktet Proceraea och familjen Syllidae. Inga underarter finns listade i Catalogue of Life.